# サオナーラ
サオナーラ（伊: Saonara）は、イタリア共和国ヴェネト州パドヴァ県にある、人口約11,000人の基礎自治体（コムーネ）。

## 地理

### 位置・広がり

#### 隣接コムーネ
隣接するコムーネは以下の通り。括弧内のVEはヴェネツィア県所属を示す。
- レニャーロ
- パードヴァ
- サンタンジェロ・ディ・ピオーヴェ・ディ・サッコ
- ヴィゴノーヴォ (VE)

### 気候分類・地震分類
サオナーラにおけるイタリアの気候分類 (it) および度日は、zona E, 2423 GGである。
また、イタリアの地震リスク階級 (it) では、zona 3 (sismicità bassa) に分類される。

## 行政

### 分離集落
サオナーラには、以下の分離集落（フラツィオーネ）がある。
- Celeseo, Tombelle, Villatora